# 横川ダム (山形県)
横川ダム（よこかわダム）は、山形県西置賜郡（にしおきたまぐん）小国町、一級河川・荒川水系横川に建設されたダムである。
国土交通省北陸地方整備局が管理する国土交通省直轄ダムで、荒川の治水と小国町への工業用水道供給、および水力発電を目的とした特定多目的ダムである。高さ72.5メートルの重力式コンクリートダムで、荒川水系のダムとしては最大規模であり、北陸地方整備局管内のダムとしては最も新しい。ダムによって形成された人造湖は、一般公募によって白い森おぐに湖（しろいもりおぐにこ）と命名された。

## 沿革
1966年（昭和41年）・1967年（昭和42年）と2年連続で荒川流域は集中豪雨による大災害に見舞われた。特に1967年の水害は羽越豪雨と呼ばれ、流域にかつてない激しい被害をもたらした。荒川水系の各河川は各地で堤防決壊や堤防越流を引き起こし、浸水区域は実に北は村上市から南は中条町、東は現在の荒川頭首工付近に至る広範囲にわたり、死傷者が数多く出た。上流の小国町でも中心部が完全に浸水。赤芝ダムや岩船ダムといった水力発電所にも深刻な被害を与え、荒川流域は壊滅的な状況となった。
この羽越水害を契機に荒川水系の治水対策が根本的に見直される事となった。被災した翌年の1968年（昭和43年）4月、荒川水系は一級水系に指定され建設省（現・国土交通省）による直轄管理河川となった。これと同時に総合的な治水計画である『荒川水系工事実施基本計画』がまとめられた。この中で堤防が建設されていない区域の築堤などと共に多目的ダムを建設して治水安全度を高めようとした。こうして計画されたのが支流・大石川の大石ダムであり、1972年（昭和47年）より建設が開始され、1978年（昭和53年）に完成した。
大石ダムは完成後は荒川中流から下流部にかけての治水に貢献しているが、一方で小国町を含む荒川上流部の治水整備は堤防の建設が用地の狭さにより不可能で遅れていた。加えて小国町は東芝セラミックス株式会社（のち、クアーズテック）の工場を始めとして工業用水道の需要が高く、こうした水需要の確保も問題となった。こうしたことから、荒川上流部の治水対策に加え工業用水の確保を図るために計画されたのが横川ダムである。

## 概要
ダムは堤高72.5メートルの重力式コンクリートダムとして1987年（昭和62年）より事業に着手した。特定多目的ダム法に基づいて建設される多目的ダムであり、その目的は荒川上流部～下流部に至るまでの洪水調節、荒川流域の既得水利権分の用水確保と横川・荒川の正常な流水量維持を行う不特定利水、小国町の工業地域に対する工業用水の供給、および山形県企業局による水力発電である。ダム本体の規模は大石ダムと大差ないが、貯水池の面積・総貯水容量については大石ダムを上回る規模のダムであり、荒川水系において最大規模のダムとなる。所在地は山形県であるが、水系本川の河口所在地が新潟県である事からダムの事業主体は国土交通省北陸地方整備局であり、東北地方整備局ではない。
ダム建設によって38戸の住居が水没することになり、住民は『横川ダム対策協議会』を設置してダム建設に反対した。建設省は1991年（平成3年）2月5日に横川ダムを水源地域対策特別措置法の対象ダムとして指定、水没住民に対する生活再建相談や水源地域活性化を含めた補償交渉を行い、妥結に至った。1994年（平成6年）に「地域に開かれたダム」施策を建設省が実施するにあたり、横川ダムも建設現場の一般公開を行った。ダム右岸に展望台を設けて自由に見学できるようにしたほか、「メモリーストーン」を展望台下に置いた。これはメッセージを石に自由に書いて、書いた石をダム本体に使用するコンクリート骨材と混ぜてダム堤体の一部にしようというものであり、多くの来訪者がメモリーストーンを書いている。このメモリーストーン募集は2006年（平成18年）5月まで続けられた。
また、環境対策としては、湖上流部にビオトープを設置して水棲植物・動物の生育・繁殖を促すほか、そのままでは湖底に沈んでしまうフクジュソウの群生を付近にある叶水小中学校の敷地内に移植する試みも行われている。さらに、小国町指定天然記念物である「飛泉寺のイチョウ」も湖底に沈んでしまうことから、このイチョウの移植作業も行われた。2008年（平成20年）4月、地域交流を目的に「きてくろ館」が併設された。「きてくろ館」は積雪のため、12月から4月上旬の間は冬季休業となる。

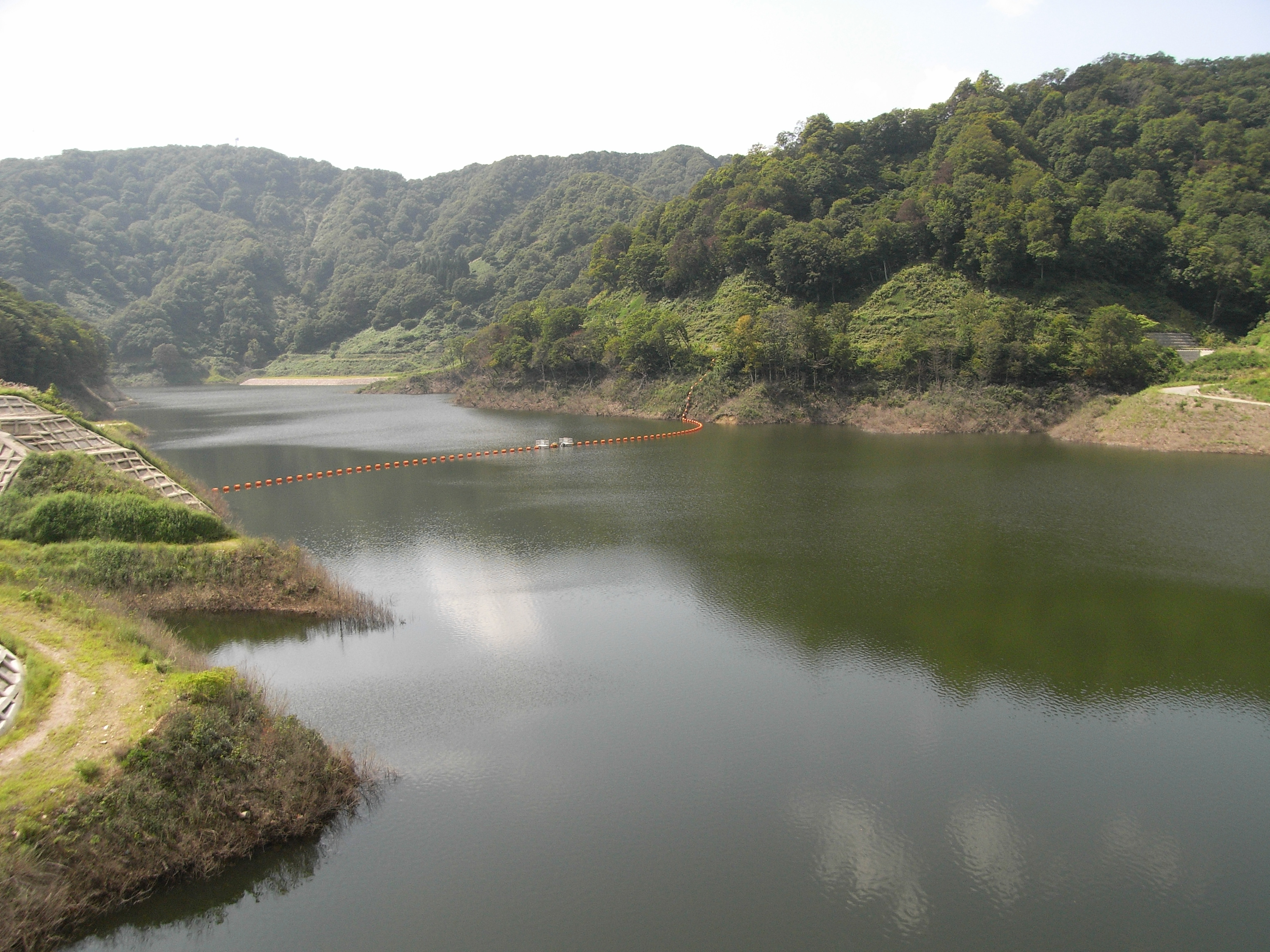
白い森おぐに湖
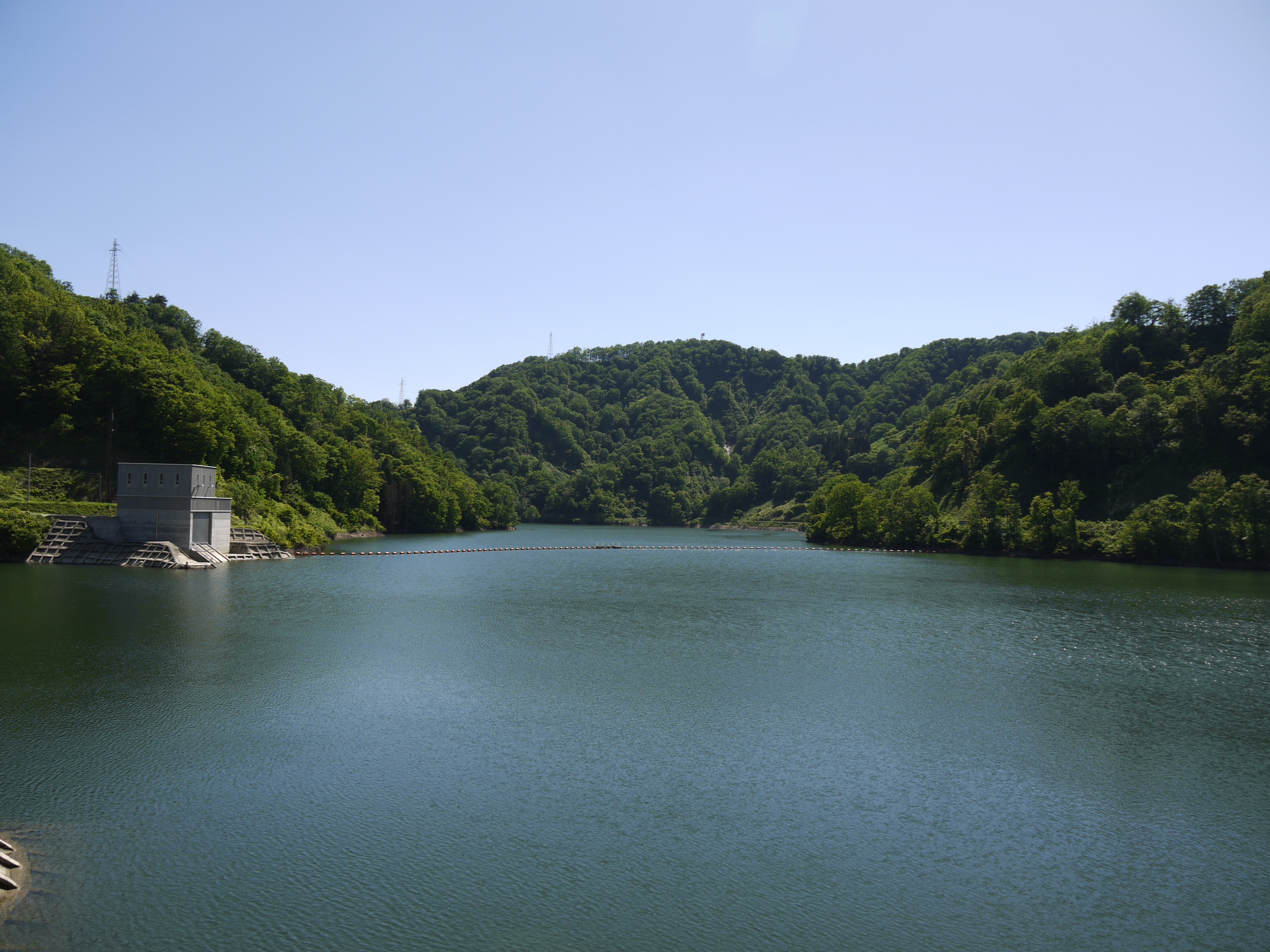
白い森おぐに湖 春（2013年5月31日）
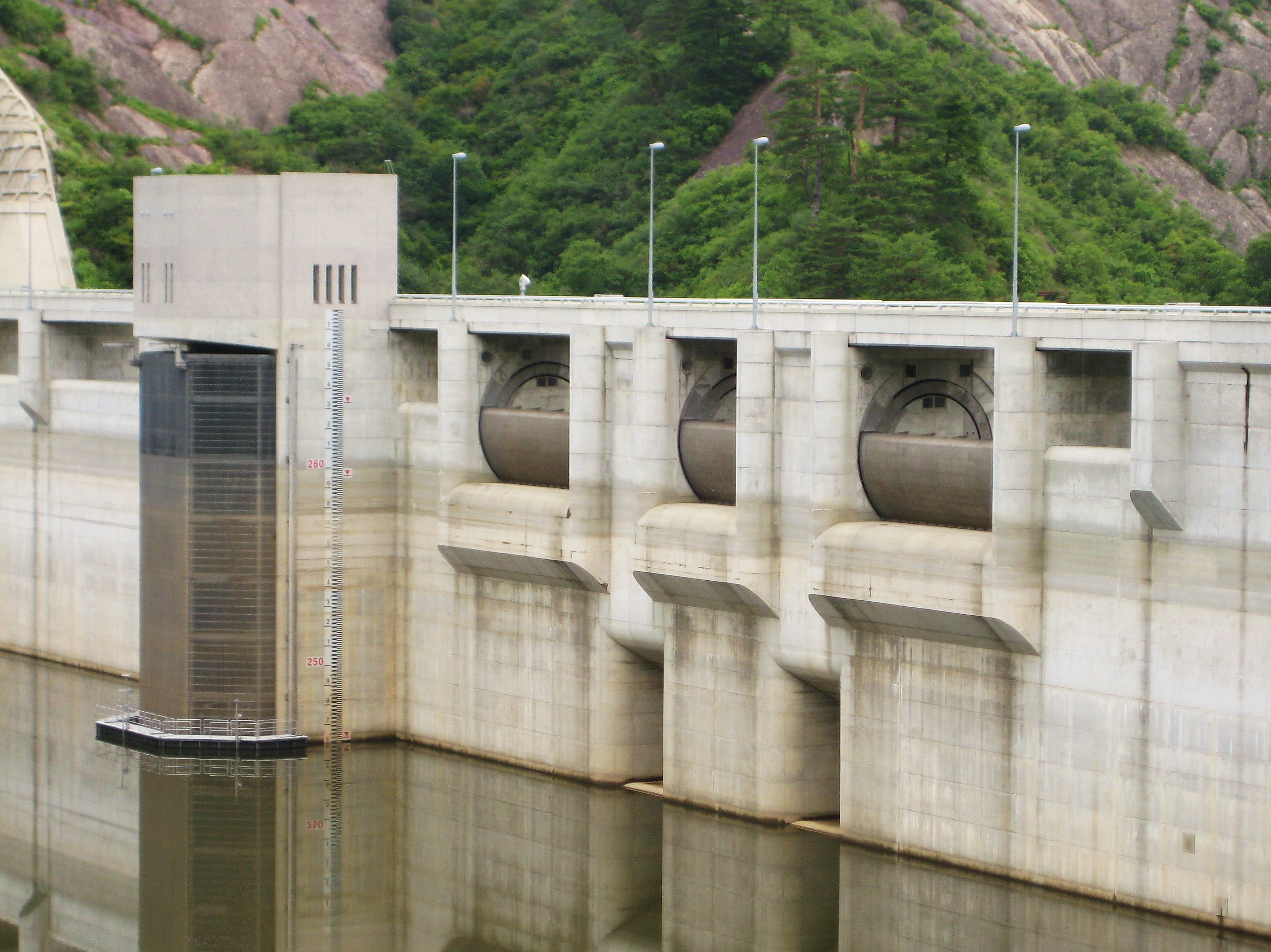
横川ダムに導入された回転式スライドゲート
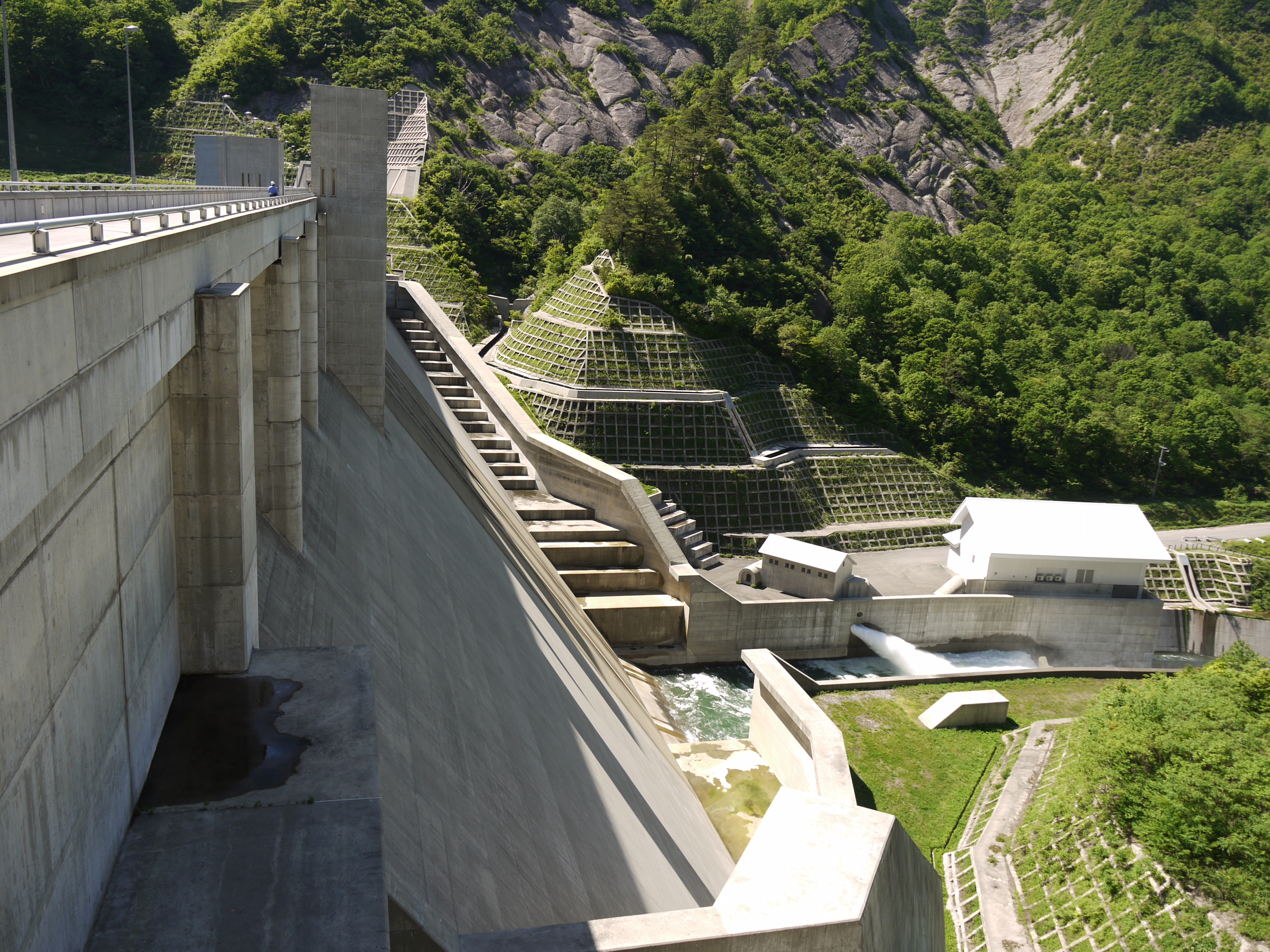
堤体（2013年5月31日）
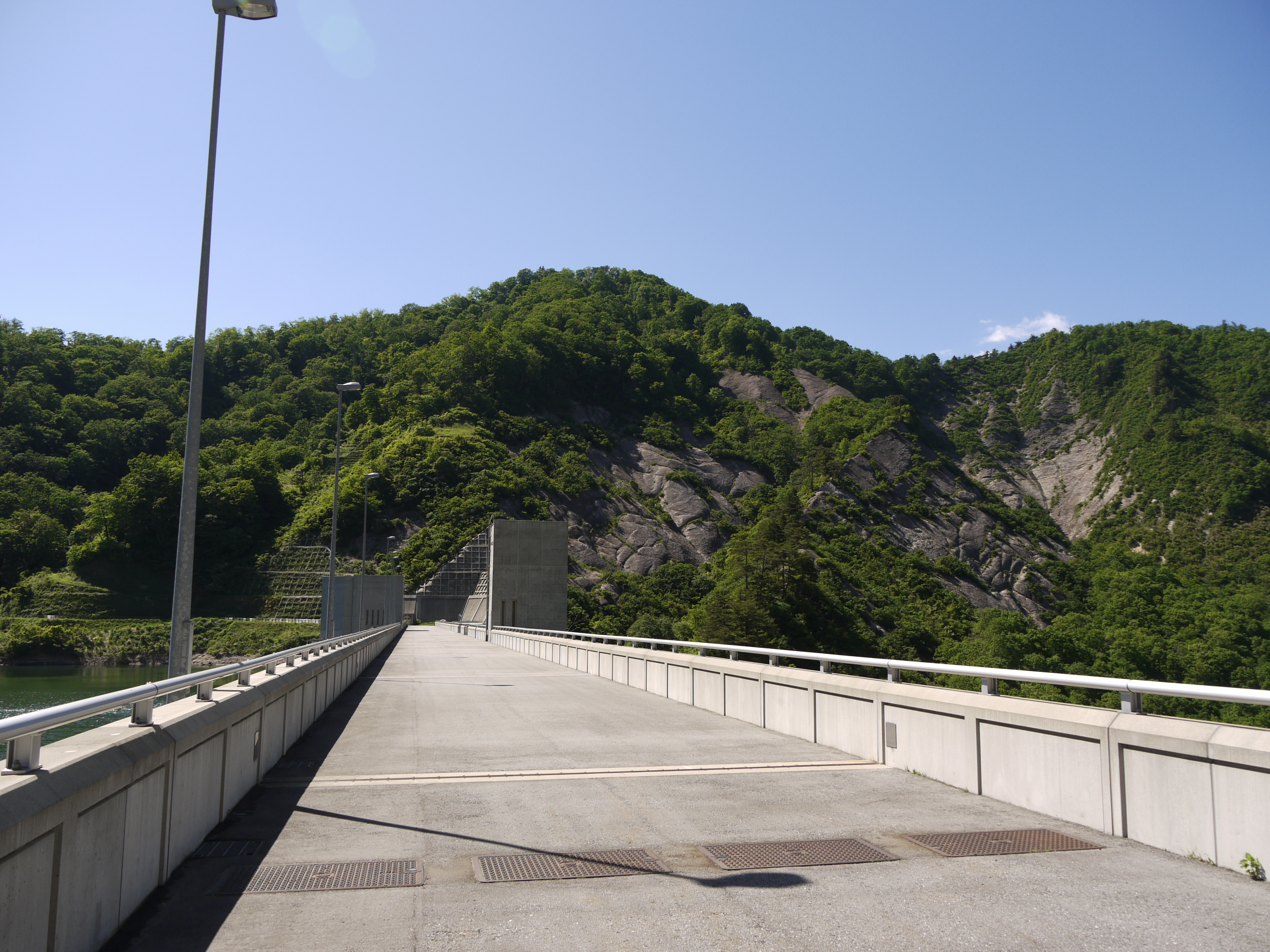
天端は道路になっていて歩くことができる（2013年5月31日）
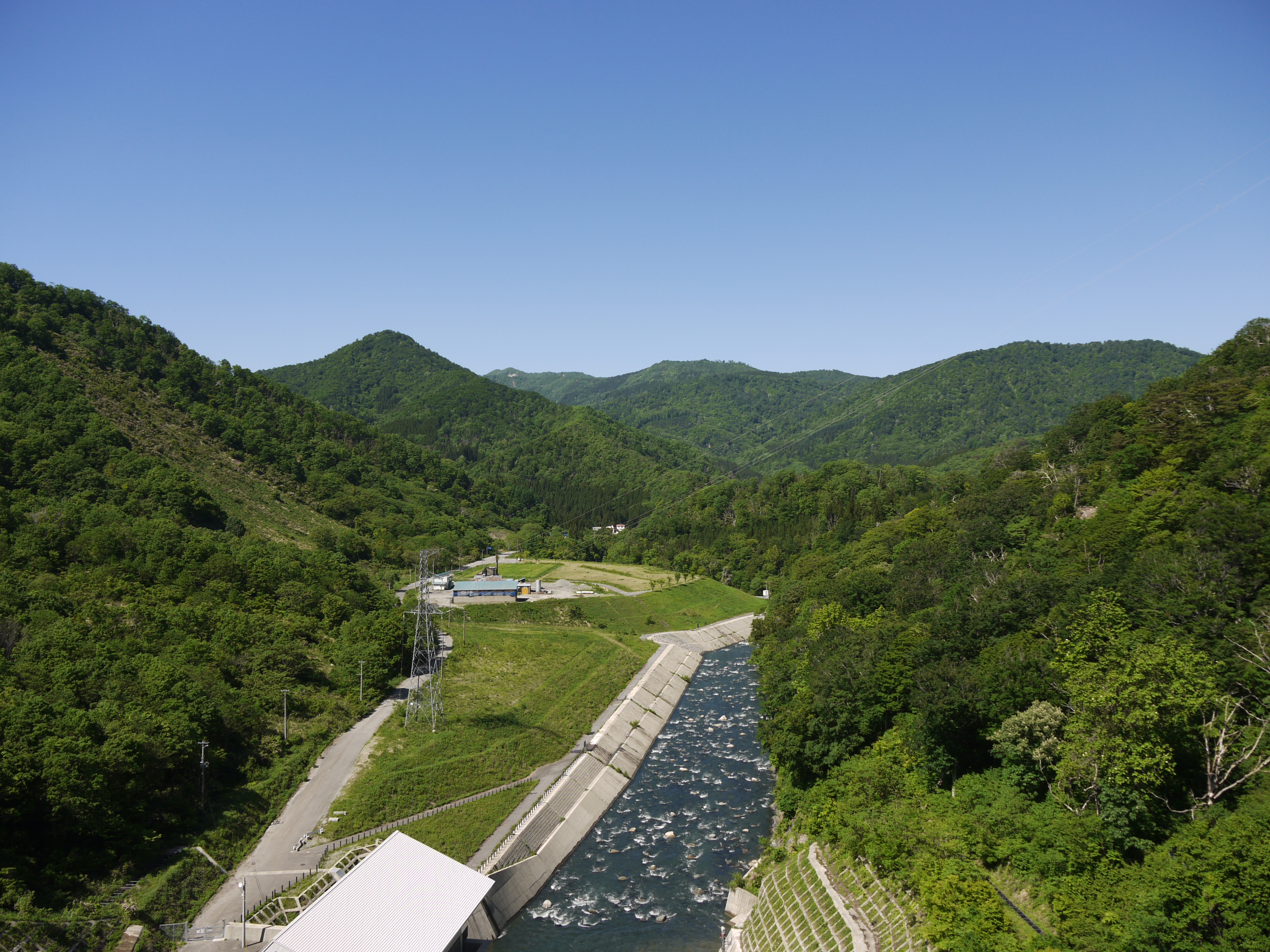
天端からの眺望（2013年5月31日）
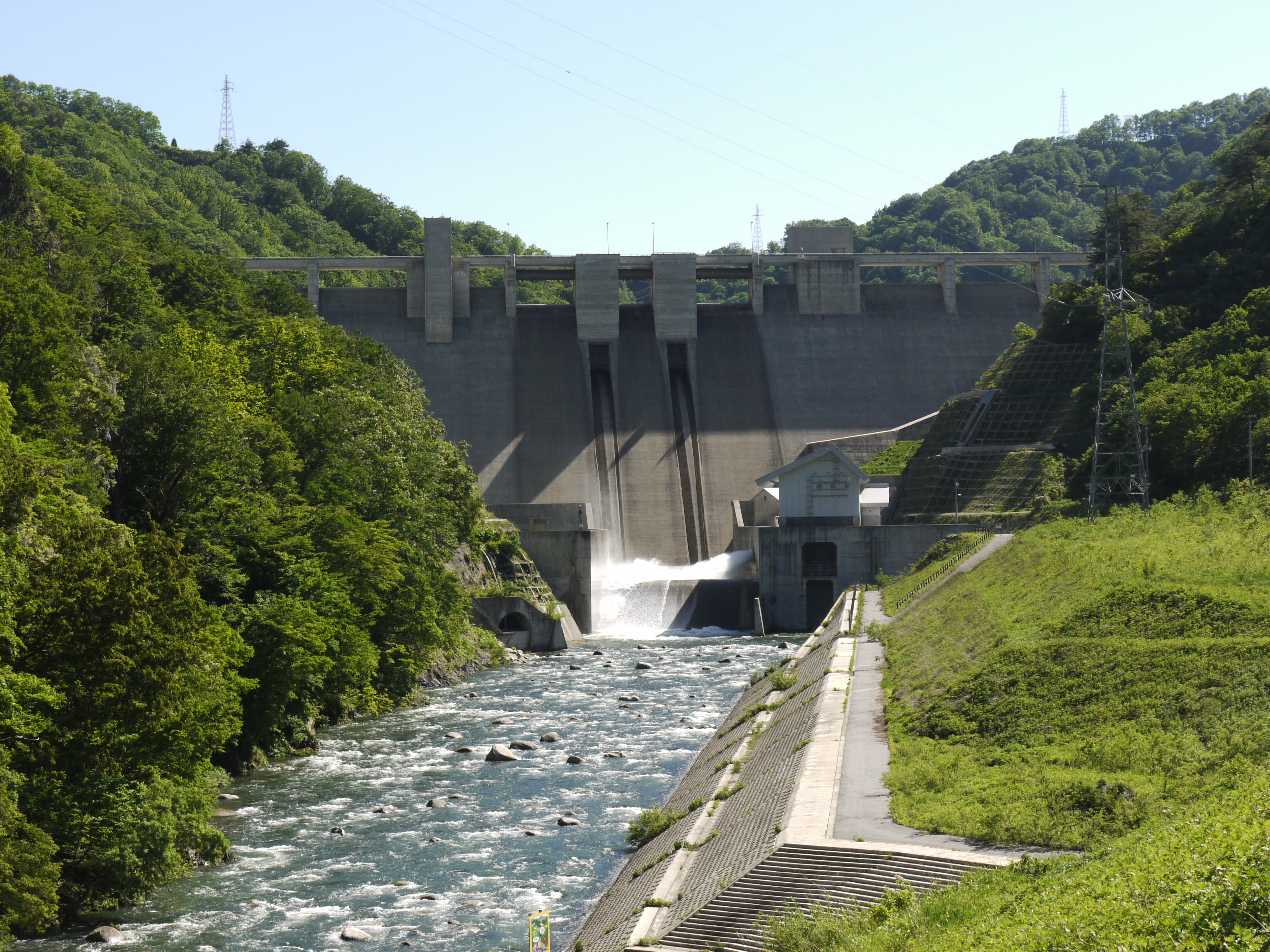
下流からダム堤体を望む（2013年5月31日）

## アクセス

### 道路
- 国道113号線経由で綱木箱口丁字路から横川ダム方面へ2分。
- JR米坂線伊佐領駅から綱木箱口丁字路経由で車で20分。

### 駐車場
きてくろ館前の第一駐車場（普通車8台）とダム入口の第二駐車場（普通車15台、大型車2台）が設置されている。